# 内村航平
內村航平（日语：／ Uchimura Kōhei，1989年1月3日—）是一名日本男子体操运动员，出生於福岡縣北九州市，毕业于東洋高等學校、日本體育大學。現為科樂美競技俱樂部的職業體操運動員，代表日本参加了2008年和2012年夏季奧林匹克運動會。於2008年夏季奥林匹克運動會的體操男子個人全能比賽中，年僅19歲的內村航平兩次掉下鞍馬，但卻後來居上為日本贏得闊別了24年的銀牌，第一次受到世界的注目。
内村航平的體操風格優雅，藝術性強及以完美質素著稱。他亦是體操史上唯一一個世界體操錦標賽個人全能六連霸的選手，加上每次均以高分差勝出，故有「全能王」和「新體操王子」之稱。内村航平繼承了日本體操所追求的「美」，是一個難得能平衡難度和質素的選手，亦無疑是現今最優秀的體操選手。在2012年夏季奧林匹克運動會後，許多體操界人士認為内村航平已贏得了足夠的奬牌以證明自己是史上最偉大的體操運動員。而内村航平在2016年夏季奧林匹克運動會體操男子個人全能比賽中衛冕金牌成功，爲自阿爾貝托·布拉利亞之後首位體操個人全能兩連霸得主。

## 家庭背景
内村航平的父母均是體操教練，母親亦同時兼任芭蕾舞教練，妹妹内村春日亦是日本體育大學所屬的體操選手。
在内村航平三歲時，内村的父親辭去大學體操教練的職位，一家搬到長崎諫早市開設内村體操俱樂部（營運至今），而内村航平的體操訓練亦由此時開始。

## 早年經歷
内村航平自小就熱愛體操，喜歡在自家的體操俱樂部裡玩耍。在内村小學一年級時所參加的第一次體操比賽中，他只得最後一名；初中時代的最後一次全日本中學生大賽中也只排列第42名，但練習體操對内村航平而言是最快樂的事，當時的他對比賽成績並沒有太在意。内村航平的體操生涯轉捩點在他的高中時代，因内村的父親曾是全日本高中生體操大賽的冠軍人物，内村航平希望自己能超越父親，當年15歲的他不顧父母反對，獨自一人到東京尋求更專業的訓練，後來加入了著名的朝日生命體操俱樂部。「我那時候甚麼都不會，柔韌性也很差。雖然沒哭，但很痛苦。那種惡補談不上樂趣，卻在兩年后顯現出了效果。」
在高中時代的最後一年他拿下了全日本青年體操比賽個人全能第一名，其後亦如願升上日本體育大學，開始了他世界級別的選手生涯。

## 主要獲奬經歷
- 2003年 西日本青年体操競技選手權大会 第4名
- 2004年 全日本青年体操競技選手權大会 银牌
- 2005年 全日本青年体操競技選手權大会 铜牌
- 2006年 全日本青年体操競技選手權大会 金牌, 環太平洋選手權 自由體操金牌 吊環第4名　雙槓银牌
- 2008年 第二十九屆夏季奧林匹克運動會 體操男團银牌／個人全能银牌
- 2009年世界體操錦標賽 個人全能金牌
- 2010年世界體操錦標賽 個人全能金牌/ 體操男團银牌 / 自由體操银牌/ 雙槓 铜牌
- 2011年世界體操錦標賽 個人全能金牌/ 體操男團银牌 / 自由體操金牌/ 鞍馬第5名 / 吊環第6名 / 雙槓第4名 / 單槓铜牌
- 2012年倫敦奧運會 個人全能金牌/ 體操男團银牌 / 自由體操银牌
- 2013年世界體操錦標賽 個人全能金牌/ 雙槓金牌 / 自由體操铜牌/ 單槓铜牌
- 2016年里約奧運會 体操男团金牌/個人全能金牌

## 個人信念
- 内村航平喜歡的詞是：My pace（以自己的步伐和節奏去做事）
- 内村航平對訓練很熱心，亦自覺有著全日本最大的訓練量。他認為要做世界冠軍就要有世界第一的訓練量。

## 外部連結
- 内村航平在国际奥林匹克委员会的资料
- 内村航平的Facebook專頁
- 内村航平的X（前Twitter）
- 内村航平的Instagram帳戶